# Back from Earth
Back from Earth is de eerste ep van de Amerikaanse elektronische-rockband Awolnation. De ep werd op 18 mei 2010 digitaal uitgebracht via Red Bull Records. De nummers "Burn It Down", "Guilty Filthy Soul" en "Sail" staan ook op hun debuutalbum van een jaar later, Megalithic Symphony. Sail wordt later ook uitgebracht als single.

## Tracklist
| Nr. | Titel                                 | Duur |
| --- | ------------------------------------- | ---- |
| 1.  | Burn It Down                          | 2:45 |
| 2.  | Guilty Filthy Soul                    | 3:34 |
| 3.  | Sail                                  | 4:24 |
| 4.  | MF                                    | 3:19 |
| 5.  | Burn It Down (Innerpartysystem Remix) | 4:56 |